# Жилище Сокола
Жилище Сокола — пещера на берегу реки Каквы, на территории городского округа Карпинск Свердловская области, Россия.
Геоморфологический памятник природы. Другие названия: Гнездо Сокола, Каквинская Первая.

## Географическое положение
Пещера располагается на левом берегу реки Каквы (правый приток р. Сосьвы) выше устья правого притока реки Тоты, в 9 км на юг от посёлка Веселовки, Свердловская область. Протяжённость ходов по состоянию на 2019 год составляла 210 м. С каждым годом эта цифра увеличивается, благодаря изучению пещеры спелеологами. В августе 2020 года спелеологами Свердловской городской спелеосекции совместно с журналистом местной газеты и жителем города Карпинска, была произведена очередная топосъёмка. В результате длина пещеры составила 340 м. Относится к Североуральскому спелеорайону, Каквинскому подрайону. Имеет два входа на расстоянии 45 м друг от друга. Представляет собой систему гротов, переходов и галерей. На стенах — натечная кальцитовая кора, интересна форма карста в виде органных труб. Место зимовки летучих мышей. Стоянка первобытного человека. Найденные наконечники стрел, украшения и ритуальные принадлежности датируются VI—V вв. до н. э.